# Romkocsma
A romkocsma a romos területből fejlesztett vendéglátó hely, amelyet építészetileg szándékosan továbbra is romnak tartanak meg.

## Története
Budapesten a 2000-es évek elejére beérő változások eredményeként a belvárosban számos ház állt üresen vagy alig kihasználtan. Ezeket az értékes területeket utolérte a várost átalakító dzsentrifikáció. A megüresedő házakat az új tulajdonosok egyelőre nem tudták, esetleg még nem is akarták felújítani. Az ideiglenes hasznosítás életképes ötletét a romkocsmák  valósították meg. A felújításig terjedő időablakban a belvárosi helyszínek viszonylag alacsony bérleti díj mellett is hasznosíthatók, hiszen a tulajdonos egyelőre csak alacsony kiadással járó megőrzést vár el, míg a bérlő alacsony színtű beruházási költség mellett (kreatív berendezés kidobásra váró holmikból), alacsony bérleti díj fizetése mellett a központi elhelyezkedésű helyeken kedvező áron tudja a vendégeket fogadni. A magyar romkocsmák elterjedésében a független magyar design törekvések útkeresése is szerepet játszott. A felújításra váró házak, udvarok berendezését a tulajdonosok még nem tervezték. Egyben nem is voltak érdekeltek abban, hogy az ideiglenes használók komolyabb beruházást, átalakítást végezzenek el. Így mind a tulajdonos, mind a bérlő számára ideális megoldás volt a formabontó, sokszor esetleges, de költségkímélő és extravagáns berendezés. 2004-ben nyílt meg a Szimpla kert, az első budapesti romkocsma. Vendely Barna, a Szimpla kert idegenvezetője szerint a romkocsma első látásra hasznavehetetlen dolgokkal konformosított közösségi tér. Az első helyek Budapest VII. kerületében nyíltak. Később más belső kerületekben is elterjedtek. Az érdekes ötletből alternatív divat lett, majd fősodratú turistalátványossággá avanzsálódott. Ezzel párhuzamosan az újonnan nyitott helyek belső tere sokat változott. A korábbi retrót és a lomtalanításokból összeszedett tárgyak dominánsan eklektikus keverékét - gyakran a festetlen, vakolatlan falak meghagyásával - felváltotta a modern dizájn. A funkcionalitásra és profittermelésre erőteljesebben törekvő vendéglőkben és kocsmákban a tömeges fogyasztáshoz igazított berendezési tárgyak, bútorzatok lettek a meghatározók. A kisebb forgalmat generáló, és inkább az underground vagy alternatív kultúrát befogadó közösségi helyek nagyjából kiszorultak a VII. kerületből. Többnyire a Budapest VIII. kerülete Nagykörúthoz közel eső negyedeibe, valamint a budai oldalra, Lágymányoson a Bartók Béla út elejére. A 2010-es évek második felére beindult ingatlanárrobbanás a belvárosi telkek drasztikus felértékelődésével hozott némi átalakulást. A tulajdonosok az eddig ideiglenesen vendéglátásra bérbe adott romos épületek helyére vagy azok teljes felújításával, befektetési vagy értékesítési céllal szállodákat, irodaházakat vagy bérházakat terveznek felépíteni. A szektoron belül a buliturizmus intenzívebbé válása mellett mellett komoly változásokat okozott a 2020-ban Magyarországra is begyürüzött koronavírus járvány.

## Romkocsmák Budapesten
A lista a teljesség igénye nélkül frissül. (Mivel a 2010-es években gyakorlatilag követhetetlenül megszaporodtak a belvárosban a vendéglátóhelyek és az éjszakai szórakozóhelyek.)
- Ankert
- Auróra (ex Sirály)
- Beszálló
- Bobek
- Bordó Bisztró
- Bújdosó kert (ex Gondozó kert)
- Castro Bistro
- Cintányéros
- Corvin tető
- Csendes Társ
- Csiga
- Cupákos (ex Méter)
- Doblo
- Doboz
- Dürer kert
- Dzzs bar
- Élesztőház
- Ellátóház
- Ellátó kert
- Előre 57
- Extra
- Fecske
- Fekete kutya
- Filter Klub
- Fogasház (egyesült az Instant-tal, a Larm-mal, a Robottal, és a Liebling-gel)
- Frappáns
- Frisco
- Fuga
- Füge Udvar
- Hableány
- Magvető (ex Hátsó Kapu)
- HelloAnyu
- Helyneked (ex Klubbéla)
- Hintaló Iszoda
- Hivatal
- Hypnotiq Bar (ex Roham Bar)
- G3 Gödör klub
- Garzon
- Garzonkert
- Gozsdu-udvar
- Gólya
- Görbe Bögre
- Grandio
- Grund
- Illegál
- Iskola (ex Tűzraktér)
- Jelen
- Jurányi ház
- Kalap
- Kandalló kert
- Kazán
- Kazimir
- Keksz
- Keret klub
- Kék Ló
- Kis Á
- KisCsendes
- Kisüzem
- Kauzál kert (ex Alcatraz kert)
- Kobuci kert
- Konyha
- Körlet Terasz
- Központ
- Kőleves
- Kupak
- Kuplung
- Lámpás
- Léhűtő
- Limo
- Liter bar
- Lokál
- Lumen
- Macesz bistro
- Macska
- Macskafogó
- Manzárd Café
- Massolit
- Mazel Tov
- Mersz Klub
- Mika Tivadar mulató
- Mumus
- Művelődési Szint (MÜSZI - bezárt)
- Nem Adom Fel Cafe & Bar
- Nyári Kertem
- Nyereg
- Otthonka
- Ötkert
- Patent
- Patyolat
- Pótkulcs
- Printa
- Púder
- R33
- Rácskert
- Rengeteg RomKáfé
- Retox bar
- Roham bar
- Rombusz terasz
- Romkert
- RS9
- Spinoza
- Stika
- Sufni
- Super 8
- Szatyor bar
- Szezon
- Szimpla kert
- Szimpla kávézó
- Szociális helység
- Szóda
- Symbol Budapest
- Tarajos Gőte Leitató Központ
- Tel Aviv
- Telep
- Terem Budapest
- Tesla Budapest
- Téli Kertem
- Tip Top bar
- Toldi
- Trafiq Bár
- Trapéz
- UdvarROM
- Vittula
- Zeg-zug
- Zöld Macska Diákpince
- Zsiga bár

## Galéria

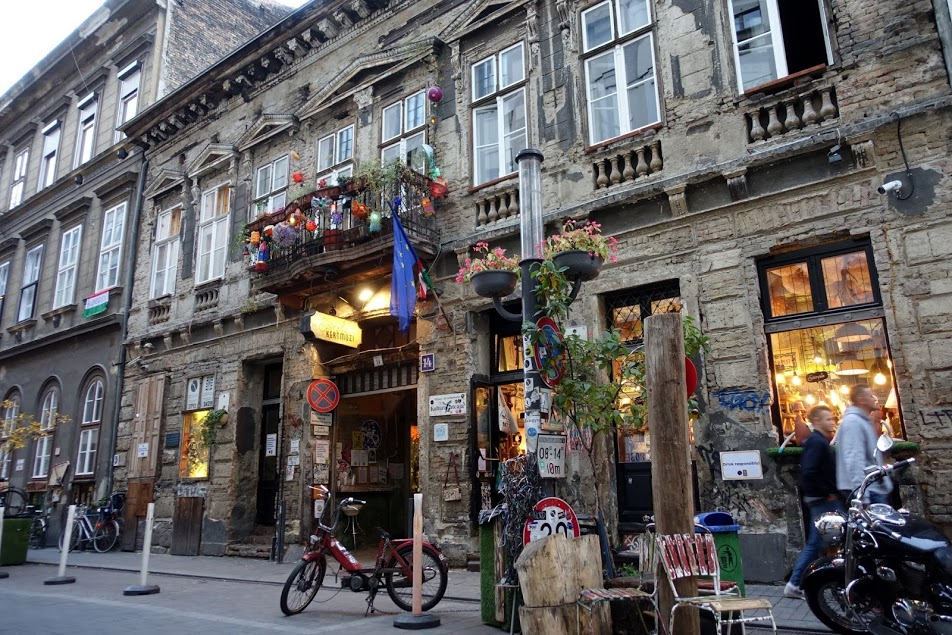
Szimpla romkocsma
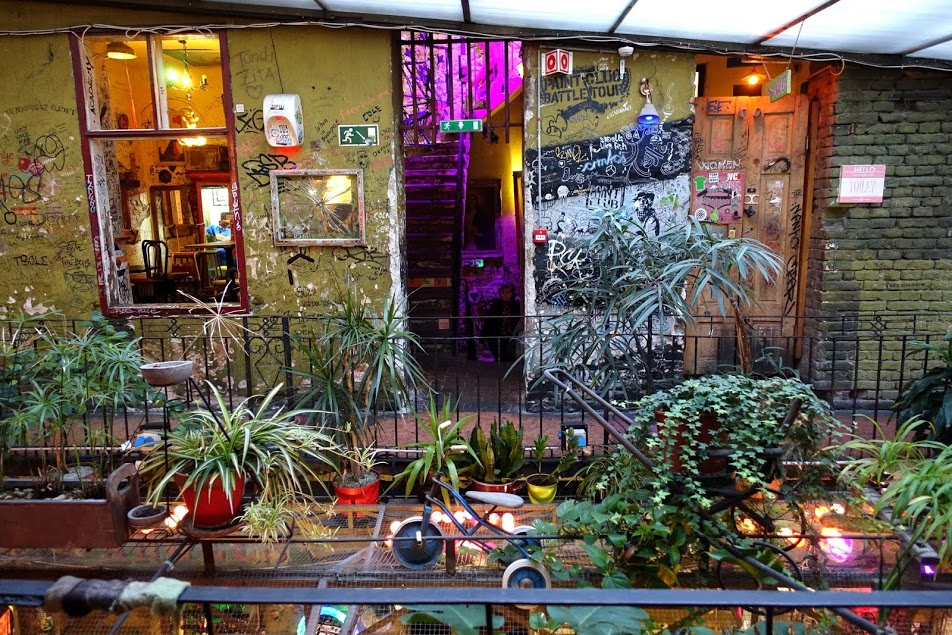
Szimpla romkocsma
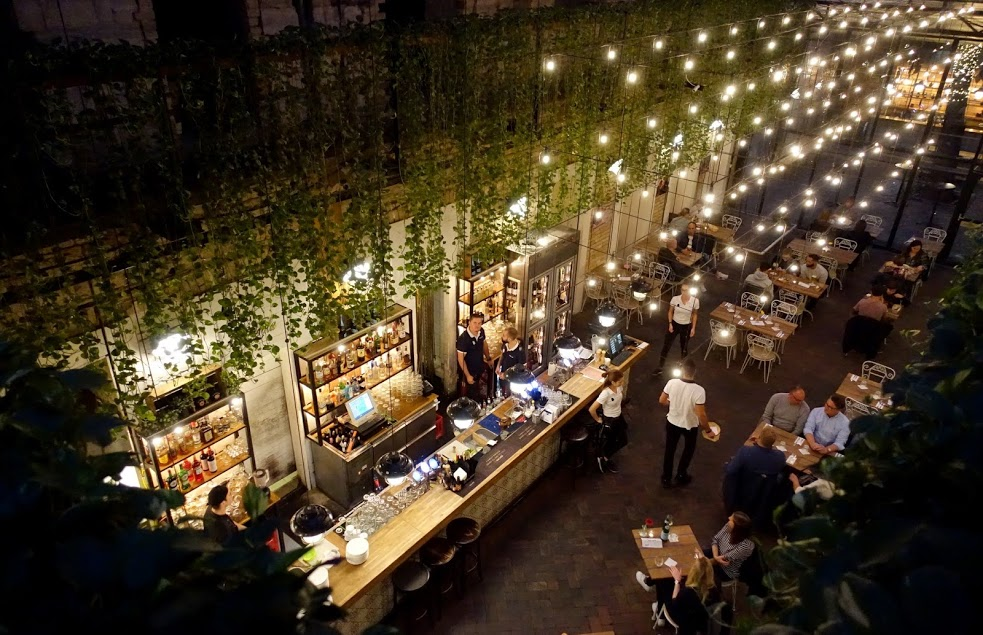
Mazel Tov